# Bassey William Andem
Bassey William Andem (ur. 14 czerwca 1968 w Duali) – kameruński piłkarz występujący na pozycji bramkarza; wzrost: 186 cm, waga: 90 kg.

## Życiorys
Swoją karierę rozpoczynał w Unionie Duala. W 1990 roku został mistrzem Kamerunu, w 1991 zajął z tym klubem 4. miejsce. W latach 1992–1993 grał w Olympic Mvolyé. W 1994 roku wyjechał do Ameryki Południowej, by reprezentować barwy brazylijskiego Cruzeiro EC i rywalizował o miejsce w wyjściowej jedenastce z Didą. Rywalizację przegrał zdecydowanie, rozgrywając jedynie 9 meczów w przeciągu trzech sezonów. Zdobył z Cruzeiro Puchar Brazylii w 1996 roku, a dwa lata wcześniej Copa Libertadores. Odszedł do nieco słabszej EC Bahia, w której pograł przez dwa sezony i odszedł do Boavisty. W lidze portugalskiej debiutował 21 sierpnia 1998 roku, podczas wygranego 2:0 meczu z Vitória SC. William zachował czyste konto. Podczas pierwszego sezonu w tym klubie miał pewne miejsce w składzie, rozgrywając 29 meczów. Boavista zajęła drugie miejsce w lidze, premiowane startem w eliminacjach do Ligi Mistrzów. W sezonie 2000/2001 został mistrzem Portugalii. Start w LM, piłkarze Boavisty mogą zaliczyć do udanych. Wyszli z grupy, zajmując drugie miejsce, plasując się wyżej od Dynama Kijów, czy Borussii Dortmund, a niżej od Liverpoolu. Rok później wicemistrzem i jak na razie to koniec ich sukcesów. William przez 9 sezonów występował w Boaviscie. Dopiero w sezonie 2007/2008 zdecydował się na zmianę klubu i przeniósł się do drugoligowego CD Feirense. Po tamtym sezonie zakończył karierę.
W reprezentacji Kamerunu William rozegrał 55 meczów. Ma za sobą występy w Pucharze Narodów Afryki w 1996 roku. Puścił 3 bramki, a „Nieposkromione Lwy” zajęły dopiero 3. miejsce w grupie i odpadły z turnieju. Był w kadrze powołanej przez Claude Le Roya na Mistrzostwa Świata w 1998 roku, jednak nie rozegrał tam żadnego meczu, gdyż pewne miejsce w składzie miał Jacques Songo’o.
| Sezon   | Klub           | Kraj       | Flaga      | Rozgrywki             | Mecze |
| ------- | -------------- | ---------- | ---------- | --------------------- | ----- |
| 1989    | Union Douala   | Kamerun    | Kamerun    | 1 Division (CMR)      | ?     |
| 1990    | Union Douala   | Kamerun    | Kamerun    | 1 Division (CMR)      | ?     |
| 1991    | Union Douala   | Kamerun    | Kamerun    | 1 Division (CMR)      | ?     |
| 1992    | Olympic Mvolyé | Kamerun    | Kamerun    | 1 Division (CMR)      | ?     |
| 1993    | Olympic Mvolyé | Kamerun    | Kamerun    | 1 Division (CMR)      | ?     |
| 1994    | Cruzeiro EC    | Brazylia   | Brazylia   | Campeonato Brasileiro | 1     |
| 1995    | Cruzeiro EC    | Brazylia   | Brazylia   | Campeonato Brasileiro | 5     |
| 1996    | Cruzeiro EC    | Brazylia   | Brazylia   | Campeonato Brasileiro | 3     |
| 1997    | EC Bahia       | Brazylia   | Brazylia   | Campeonato Brasileiro | 19    |
| 1998    | EC Bahia       | Brazylia   | Brazylia   | Campeonato Brasileiro | 0     |
| 1998/99 | Boavista FC    | Portugalia | Portugalia | BWIN Liga             | 29    |
| 1999/00 | Boavista FC    | Portugalia | Portugalia | BWIN Liga             | 27    |
| 2000/01 | Boavista FC    | Portugalia | Portugalia | BWIN Liga             | 7     |
| 2001/02 | Boavista FC    | Portugalia | Portugalia | BWIN Liga             | 7     |
| 2002/03 | Boavista FC    | Portugalia | Portugalia | BWIN Liga             | 0     |
| 2003/04 | Boavista FC    | Portugalia | Portugalia | BWIN Liga             | 32    |
| 2004/05 | Boavista FC    | Portugalia | Portugalia | BWIN Liga             | 7     |
| 2005/06 | Boavista FC    | Portugalia | Portugalia | BWIN Liga             | 21    |
| 2006/07 | Boavista FC    | Portugalia | Portugalia | BWIN Liga             | 22    |
| 2007/08 | CD Feirense    | Portugalia | Portugalia | Liga de Horna         | 3     |